# 七星山黑塔
七星山黑塔位於四川省宜賓市南岸，於明嘉靖年間所建，是東山白塔的一對兄弟塔，在南郊南廣鎮塔壩村七星山的一個山峰上。2002年12月27日公佈為四川省第六批省級文物保護單位。